# Risoba diehli
Risoba diehli är en fjärilsart som beskrevs av Kobes 1983. Risoba diehli ingår i släktet Risoba och familjen trågspinnare. Inga underarter finns listade.